# Apanteles levifidus
Apanteles levifidus är en stekelart som beskrevs av Kotenko 1992. Apanteles levifidus ingår i släktet Apanteles och familjen bracksteklar. Inga underarter finns listade i Catalogue of Life.